# Plukenetia
Genre
Synonymes
- Apodandra Pax & K. Hoffm.[2]
- Elaeophora Ducke[2]
- Eleutherostigma Pax & K. Hoffm.[2]
- Fragariopsis A. St.-Hil.[2]
- Pterococcus Hassk.[2]
- Tetracarpidium Pax[2]
- Vigia Vell.[2]

Plukenetia est un genre de plantes à fleurs de la famille des Euphorbiaceae.

## Liste d'espèces
Selon BioLib (15 août 2017) :
- Plukenetia conophora Müll. Arg.

Selon Catalogue of Life (15 août 2017) :
- Plukenetia africana Sond.
- Plukenetia ankaranensis L.J.Gillespie
- Plukenetia brachybotrya Müll.Arg.
- Plukenetia carabiasiae J.Jiménez Ram.
- Plukenetia conophora Müll.Arg.
- Plukenetia corniculata Sm.
- Plukenetia decidua L.J.Gillespie
- Plukenetia huayllabambana Bussmann, C.Téllez & A.Glenn
- Plukenetia lehmanniana (Pax & K.Hoffm.) Huft & Gillespie
- Plukenetia loretensis Ule
- Plukenetia madagascariensis Leandri
- Plukenetia multiglandulosa Jabl.
- Plukenetia penninervia Müll.Arg.
- Plukenetia polyadenia Müll.Arg.
- Plukenetia procumbens Prain
- Plukenetia serrata (Vell.) L.J.Gillespie
- Plukenetia stipellata L.J.Gillespie
- Plukenetia supraglandulosa L.J.Gillespie
- Plukenetia verrucosa Sm.
- Plukenetia volubilis L.

Selon GRIN (15 août 2017) :
- Plukenetia conophora Müll. Arg.
- Plukenetia volubilis L.

Selon ITIS (15 août 2017) :
- Plukenetia conophora Müll. Arg.

Selon World Checklist of Selected Plant Families (WCSP) (15 août 2017) :
- Plukenetia africana Sond. (1850)
- Plukenetia ankaranensis L.J.Gillespie (2007)
- Plukenetia brachybotrya Müll.Arg. (1865)
- Plukenetia carabiasiae J.Jiménez Ram., Anales Inst. Biol. Univ. Nac. Autón. México (1993)
- Plukenetia conophora Müll.Arg. (1864)
- Plukenetia corniculata Sm. (1799)
- Plukenetia decidua L.J.Gillespie (2007)
- Plukenetia huayllabambana Bussmann, C.Téllez & A.Glenn (2009)
- Plukenetia lehmanniana (Pax & K.Hoffm.) Huft & Gillespie (1993)
- Plukenetia loretensis Ule (1908 publ. 1909)
- Plukenetia madagascariensis Leandri (1938 publ. 1939)
- Plukenetia multiglandulosa Jabl. (1967)
- Plukenetia penninervia Müll.Arg. (1865)
- Plukenetia polyadenia Müll.Arg. (1874)
- Plukenetia procumbens Prain (1912)
- Plukenetia serrata (Vell.) L.J.Gillespie (1993)
- Plukenetia stipellata L.J.Gillespie (1993)
- Plukenetia supraglandulosa L.J.Gillespie (1993)
- Plukenetia verrucosa Sm. (1799)
- Plukenetia volubilis L. (1753)

Selon NCBI (15 août 2017) :
- Plukenetia ankaranensis
- Plukenetia brachybotrya
- Plukenetia carabiasiae
- Plukenetia conophora
- Plukenetia corniculata
- Plukenetia lehmanniana
- Plukenetia loretensis
- Plukenetia madagascariensis
- Plukenetia penninervia
- Plukenetia polyadenia
- Plukenetia serrata
- Plukenetia stipellata
- Plukenetia supraglandulosa
- Plukenetia volubilis

Selon The Plant List (15 août 2017) :
- Plukenetia africana Sond.
- Plukenetia ankaranensis L.J.Gillespie
- Plukenetia brachybotrya Müll.Arg.
- Plukenetia carabiasiae J.Jiménez Ram.
- Plukenetia conophora Müll.Arg.
- Plukenetia corniculata Sm.
- Plukenetia decidua L.J.Gillespie
- Plukenetia huayllabambana Bussmann, C.Téllez & A.Glenn
- Plukenetia lehmanniana (Pax & K.Hoffm.) Huft & Gillespie
- Plukenetia loretensis Ule
- Plukenetia madagascariensis Leandri
- Plukenetia multiglandulosa Jabl.
- Plukenetia penninervia Müll.Arg.
- Plukenetia polyadenia Müll.Arg.
- Plukenetia procumbens Prain
- Plukenetia serrata (Vell.) L.J.Gillespie
- Plukenetia stipellata L.J.Gillespie
- Plukenetia supraglandulosa L.J.Gillespie
- Plukenetia verrucosa Sm.
- Plukenetia volubilis L.

Selon Tropicos (15 août 2017) (Attention liste brute contenant possiblement des synonymes) :
- Plukenetia abutifolia (Ducke) Pax & K. Hoffm.
- Plukenetia africana Sond.
- Plukenetia angustifolia Standl.
- Plukenetia ankaranensis L.J. Gillespie
- Plukenetia brachybotrya Müll. Arg.
- Plukenetia buchtienii Pax
- Plukenetia carabiasiae J. Jiménez Ram.
- Plukenetia carolis-vegae Bussmann, Paniagua & C. Téllez
- Plukenetia chapoensis Croizat
- Plukenetia chaponensis Croizat
- Plukenetia conophora Müll. Arg.
- Plukenetia corniculata Sm.
- Plukenetia decidua L.J. Gillespie
- Plukenetia hastata Müll. Arg.
- Plukenetia huayllabambana Bussmann, C. Téllez & A. Glenn
- Plukenetia integrifolia Vahl
- Plukenetia intergrifolia Vahl
- Plukenetia lehmanniana (Pax & K. Hoffm.) Huft & L.J. Gillespie
- Plukenetia loretensis Ule
- Plukenetia macrostyla Ule
- Plukenetia madagascariensis Leandri
- Plukenetia multiglandulosa Jabl.
- Plukenetia occidentalis Leandro ex Baill.
- Plukenetia penninervia Müll. Arg.
- Plukenetia peruviana Müll. Arg.
- Plukenetia polyadenia Müll. Arg.
- Plukenetia procumbens Prain
- Plukenetia scandens (A. St.-Hil.) Pax
- Plukenetia serrata (Vell.) L.J. Gillespie
- Plukenetia sinuata Ule
- Plukenetia stipellata L.J. Gillespie
- Plukenetia supraglandulosa L.J. Gillespie
- Plukenetia tamnoides (A. Juss.) Müll. Arg.
- Plukenetia verrucosa Sm.
- Plukenetia volubilis L.
- Plukenetia warmingii (Müll. Arg.) Pax
- Plukenetia zenkeri Pax